# Aloha Airlines Flight 243

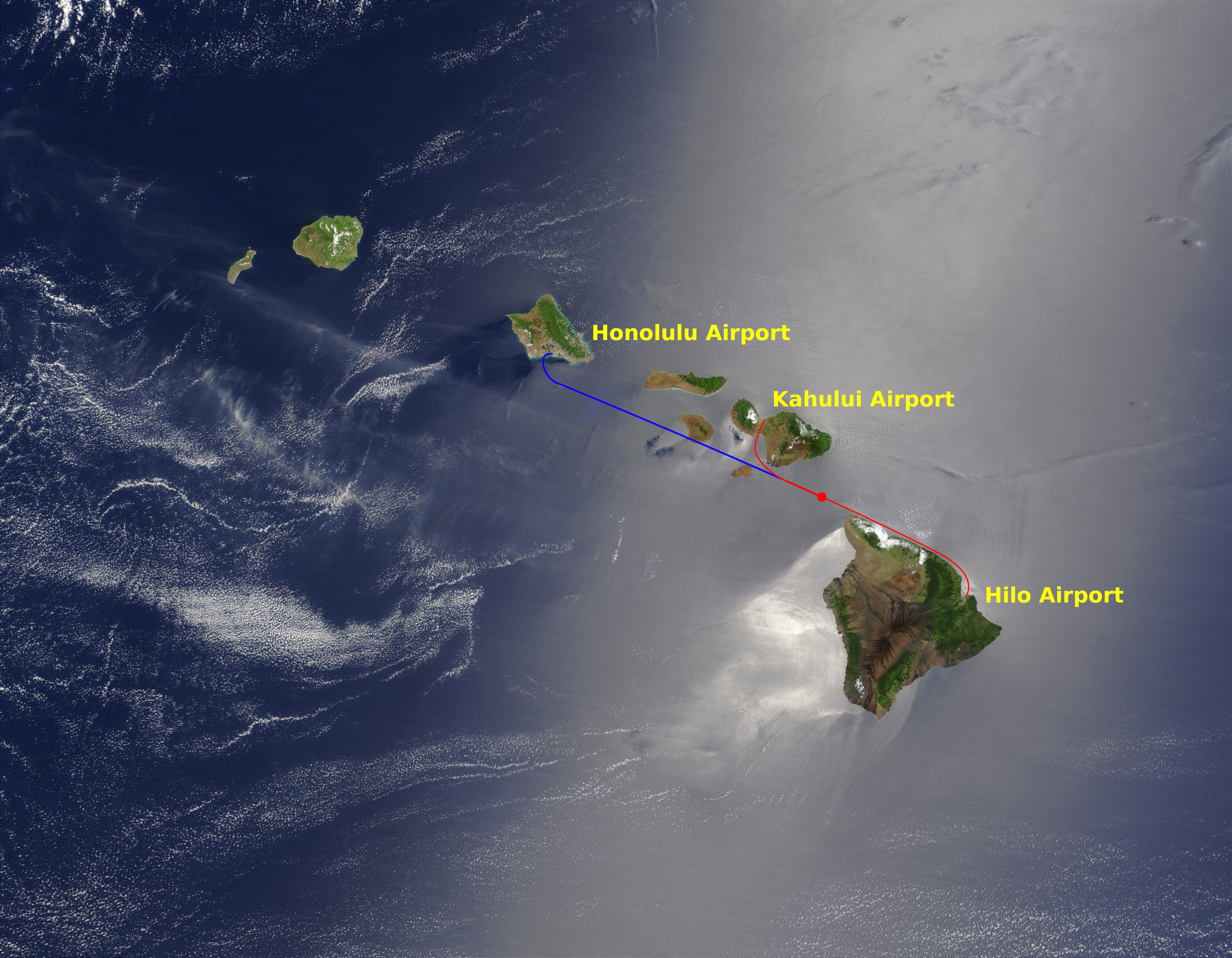

Aloha Airlines Flight 243 (AQ 243, AAH 243) var en flygning mellan Hilo och Honolulu på Hawaii, den 28 april 1988. Under flygningen, med totalt 90 passagerare ombord, slets flygplanstaket över första klass av på grund av en explosiv dekompression. Flygplanet lyckades nödlanda på Kahului flygplats med endast ett dödsfall, flygvärdinnan C.B. Lansing som sögs ut ur flygplanet vid olyckan. Resterade 94 ombord överlevde, varav 65 blev skadade.